# Lemborexant
Lemborexant ist ein Arzneistoff zur Behandlung von Schlafstörungen. Lemborexant wurde von Eisai entwickelt und im Jahr 2019 unter dem Handelsnamen Dayvigo von der FDA zugelassen.

## Wirkungsprinzip
Lemborexant ist ein Dualantagonist der OX1- und OX2-Rezeptoren.

## Indikationen
Lemborexant ist angezeigt zur Behandlung von Schlafstörungen (Schwierigkeiten beim Einschlafen und/oder Durchschlafen).

## Kontraindikationen
Lemborexant darf nicht angewendet werden, wenn eine Narkolepsie-Erkrankung besteht.

## Nebenwirkungen
Die häufigsten berichteten Nebenwirkungen von Lemborexant sind Somnolenz, Kopfschmerzen und grippeähnliche Symptome.